# Борисовка (городской округ Шаховская)
Борисовка — деревня в городском округе Шаховская Московской области.

## География
Деревня расположена в западной части округа, примерно в 15 км к западу от райцентра Шаховская, у границы с Тверской областью, на безымянном ручье бассейна реки Дёржа, высота центра над уровнем моря 254 м. Ближайшие населённые пункты — Волочаново на востоке и Малинки на юге.
В деревне имеется Новая улица, останавливается автобус № 34.

## История
В середине XIX века деревня Борисовка относилась к 1-му стану Волоколамского уезда Московской губернии и принадлежала жене коллежского асессора Варваре Петровне Шереметевой. В деревне было 57 дворов, крестьян 254 души мужского пола и 258 душ женского.
В «Списке населённых мест» 1862 года Борисовка (Лукошино новое) — владельческая деревня 1-го стана Волоколамского уезда Московской губернии по правую сторону Московского тракта, шедшего от границы Зубцовского уезда на город Волоколамск, в 43 верстах от уездного города, при колодце, с 65 дворами и 520 жителями (261 мужчина, 259 женщин).
В 1886 году в деревне Новая (Лукошкино, Борисовка) — 80 дворов, 511 жителей, лавка.
По данным на 1890 год Борисовка входила в состав Муриковской волости, число душ мужского пола составляло 259 человек.
В 1913 году — 104 двора, чайная и две мелочные лавки. Рядом находилось имение графа Сергея Дмитриевича Шереметева.
Постановлением президиума Моссовета от 24 марта 1924 года Муриковская волость была включена в состав Судисловской волости.
По материалам Всесоюзной переписи населения 1926 года — центр Борисовского сельсовета, проживало 267 человек (121 мужчина, 146 женщин), насчитывалось 57 крестьянских хозяйств, имелась школа.
С 1929 года — населённый пункт в составе Шаховского района Московской области.
1994—2006 гг. — деревня Волочановского сельского округа Шаховского района.
2006—2015 гг. — деревня сельского поселения Степаньковское Шаховского района.
2015 г. — н. в. — деревня городского округа Шаховская Московской области.

## Население
| 1859 | 1926 | 2002 | 2006 | 2010 |
| ---- | ---- | ---- | ---- | ---- |
| 520  | ↘267 | ↘86  | →86  | ↘66  |